# Bushcraft
 (juin 2019).
Le bushcraft, plus rarement woodcraft, ou art des bois, est une activité de loisir qui consiste à mettre en pratique des compétences et connaissances plus ou moins anciennes, permettant une vie prospère dans la nature, en la perturbant de façon minimale. Cela implique l'apprentissage, l'expérimentation et l'assimilation de diverses techniques permettant d'évoluer dans la nature de manière confortable. Le bushcraft s'appuie en outre sur l'étude de techniques employées dans différentes sociétés humaines contemporaines ou à des époques antérieures afin d'en analyser le fonctionnement sur le plan physique, chimique ou biologique avant de les tester de manière empirique dans le contexte et le milieu naturel le plus pertinent.
Une partie des techniques de bushcraft est reprise dans divers loisirs ou sports de pleine nature. Elles sont ainsi utilisées par les pratiquants du trekking, de la marche ultra-légère, du canot-camping, du bikepacking en pleine nature, de raids nature de longue durée, de la photographie animalière, de randonnées à chiens de traîneau, du fastpacking ou encore par les scouts, les  cosaques ou lors de certaines activités militaires. Les survivalistes lui empruntent également plusieurs techniques, mais leur motivation n'est dans ce cas plus réellement de l'ordre du loisir mais relève de la préparation à d'éventuels risques d'effondrements environnementaux et sociétaux.

## Histoire et dénomination
Le terme est un mot-valise de la langue anglaise composé des mots bush et craft. Il existe un autre terme plus utilisé aux USA, « Woodcraft », revendiqué par Dave Canterbury. Ce terme correspond plus à la traduction française « art des bois ». Le terme « bushcraft » a été utilisé en Nouvelle-Zélande et en Afrique du Sud et a été plus largement popularisé dans l'hémisphère sud par Les Hiddins. Dans l'hémisphère nord, la pratique a été remise à l'ordre du jour par Mors Kochanski et largement médiatisée par Ray Mears avec ses différentes émissions télévisées. Le mot bush renvoie à la notion de Bush, avec une étymologie provenant du néerlandais bosch, désignant des espaces naturels non cultivés. Ce terme est passé dans la langue anglaise à la suite de l'assimilation des colons Boers d'Afrique du Sud puis s'est popularisé dans les autres colonies britanniques (Nouvelle-Zélande, Australie...) et a désigné des paysages très variés (allant de désert aride à des forêts plus tempérées). Le terme craft est un terme générique qui renvoie aux notions de métier ou de savoir-faire, d'artisanat.
En français, l'expression « art des bois » est parfois employée, mais dans la pratique, le terme anglais tend à passer dans la langue française tel quel. Un certain rapprochement peut être effectué avec les coureurs des bois, qui, en plus de voyager pour commercer avec des fourrures amérindiennes, pratiquaient sensiblement les mêmes activités. Excepté le fait que ces derniers le faisaient pour gagner leur vie.
Le terme bushcraft a été utilisé en Australie et en Afrique du Sud dès le XIXe siècle. Il apparaît dans plusieurs ouvrages,. Dans le courant du XXe siècle, Richard Graves, commandant de l'Australian Jungle Survival & Rescue Detachment publie une série de guides de survie et vie en campagne à destination de l'armée australienne qu'il intitulera The 10 Bushcraft Books. En 1988, Mors Kochanski publie le livre Northern Bushcraft (republié ultérieurement sous le titre Bushcraft) relatif à la forêt boréale. Kochanski a indiqué à de nombreuses reprises que le titre a été choisi en référence à l’œuvre de Graves. Au début des années 2000, le terme bénéficie d'un regain de popularité grâce au succès des documentaires de Ray Mears.

## Compétences de base

### Dormir en pleine nature

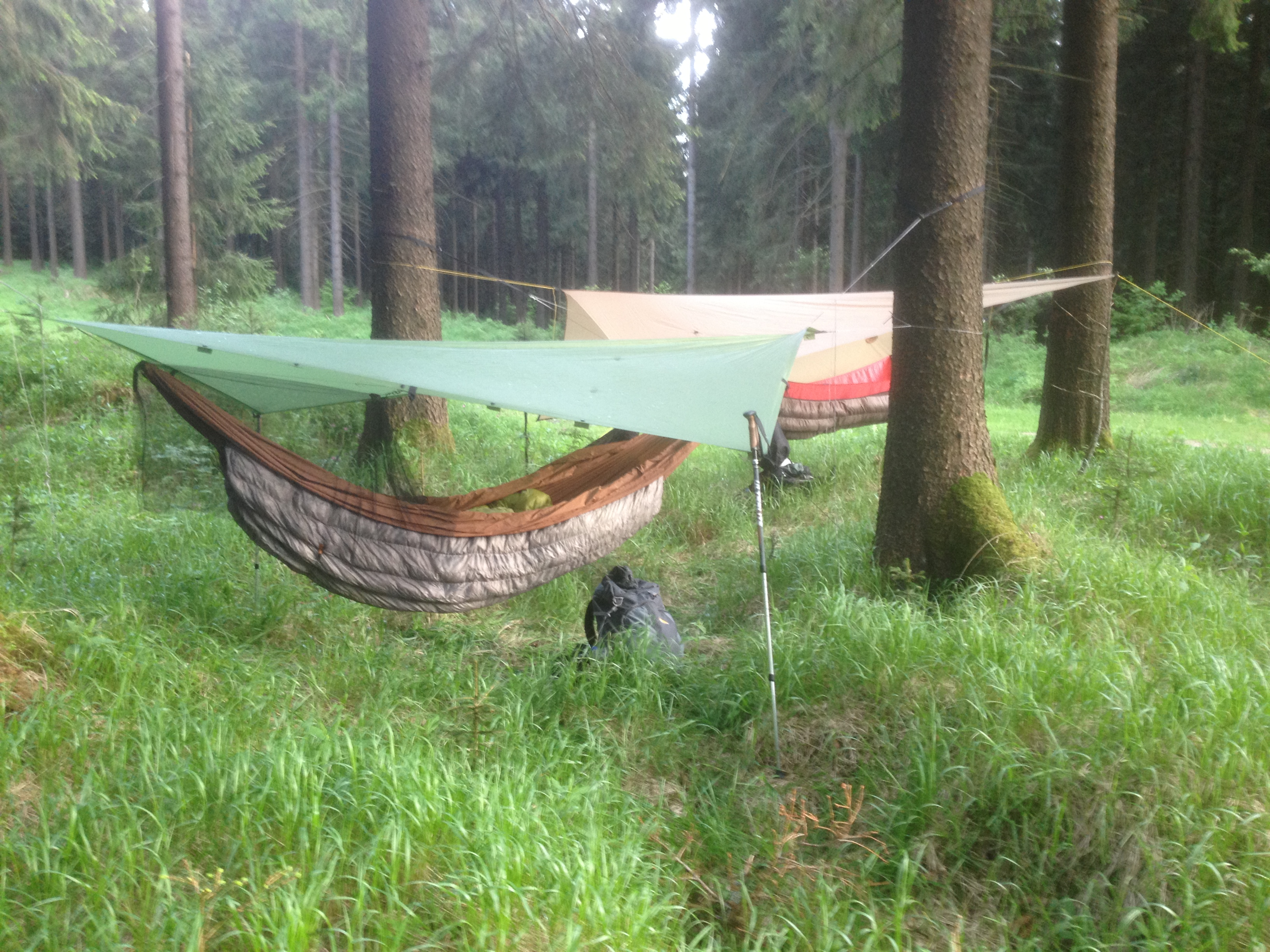
Hamacs de bivouac protégés de la pluie par un tarp et munis de moustiquaires.

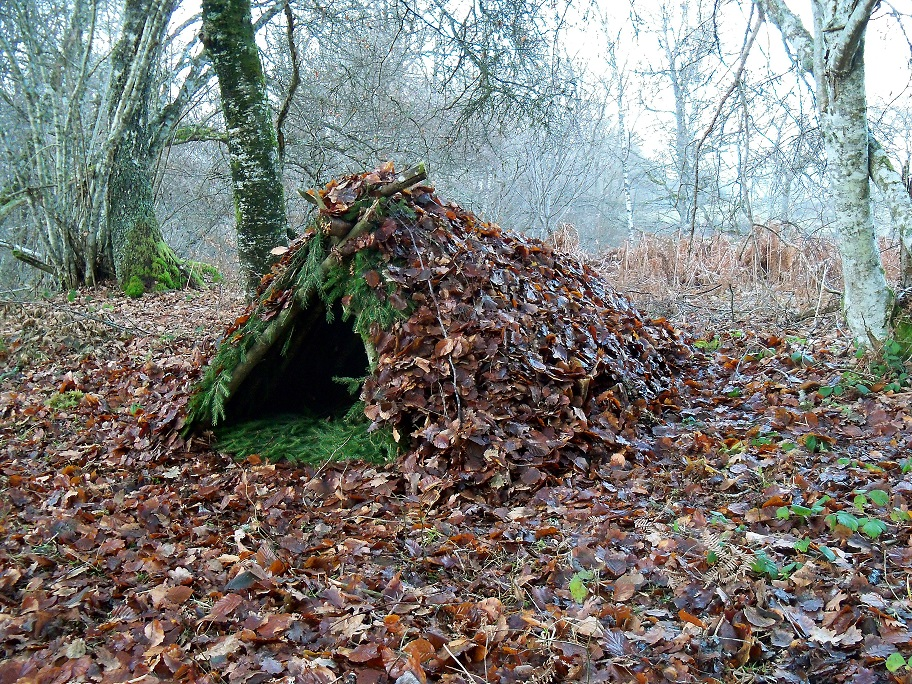
Abri de bushcraft constitué uniquement de bois mort et de feuilles, pouvant être rendus au milieu après l'activité avec un impact minimal sur l'environnement forestier.

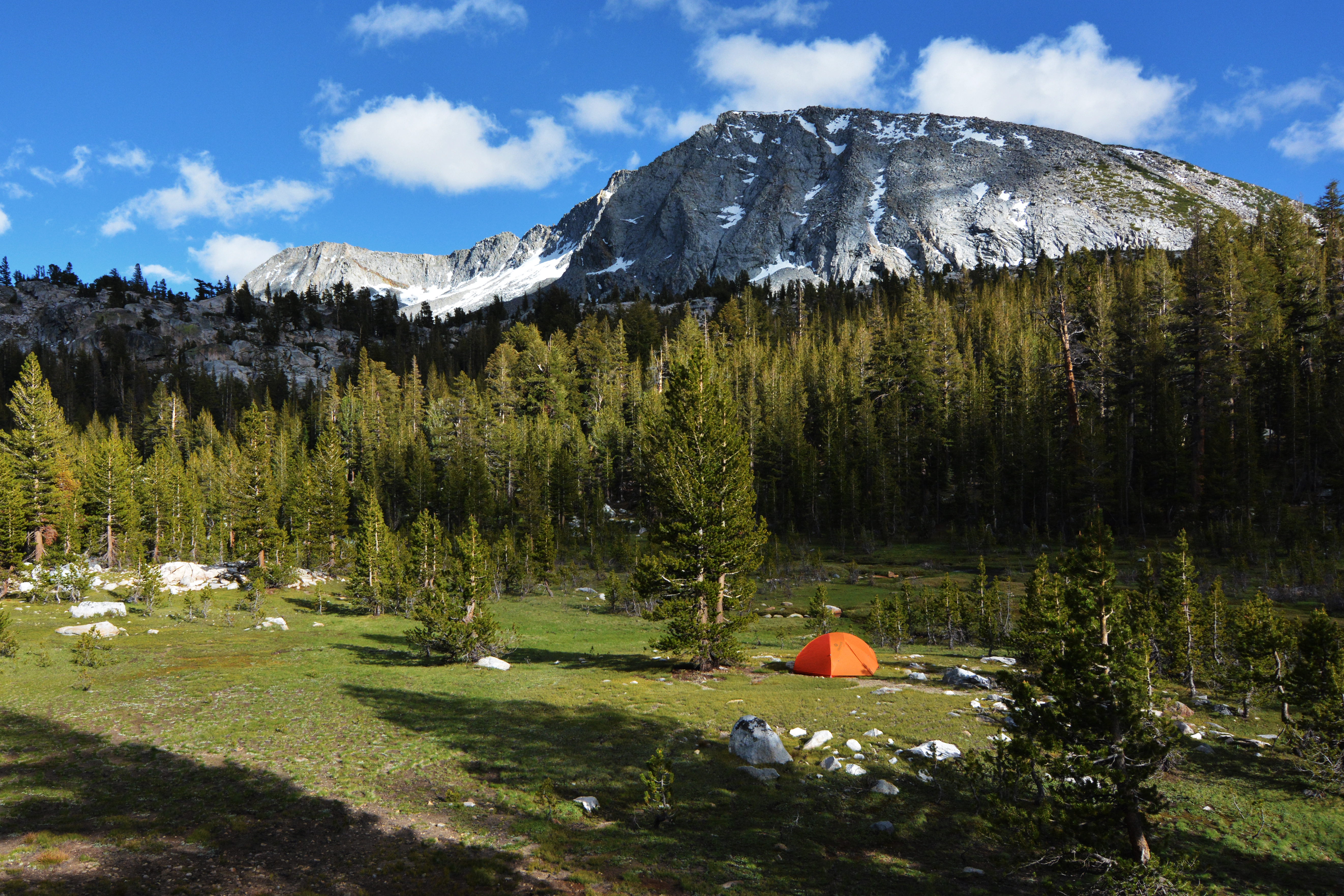
Bivouac avec une tente légère.

Parmi les techniques de bushcraft figure en premier lieu l'ensemble des méthodes de construction d'abris. S'il est en théorie possible de construire des abris durables, la pratique du bivouac léger est toutefois largement celle qui est la plus mise en œuvre dans le bushcraft et les abris sont généralement légers et n'impliquent pas l'abattage d'arbres.
Dans les faits, pour dormir en pleine nature un tarp, un hamac ou encore une tente légère sont le plus souvent utilisés. Par temps clément, il est également possible de dormir dans la nature « à la belle étoile », sans aucune protection, sur un hamac ou à même le sol équipé ou non d'une couverture (sac de couchage, draps, sac à viande) et/ou d'un tapis de sol. Dans certaines régions, une moustiquaire peut s'avérer utile voire indispensable.

### Faire du feu
Être capable de faire un feu est indispensable pour se réchauffer, s'éclairer, cuire les aliments, rendre l'eau potable et maintenir à distance les animaux sauvages. Les techniques de production de feu par friction et par percussion sont les plus utilisées en bushcraft.

#### La production du feu par percussion

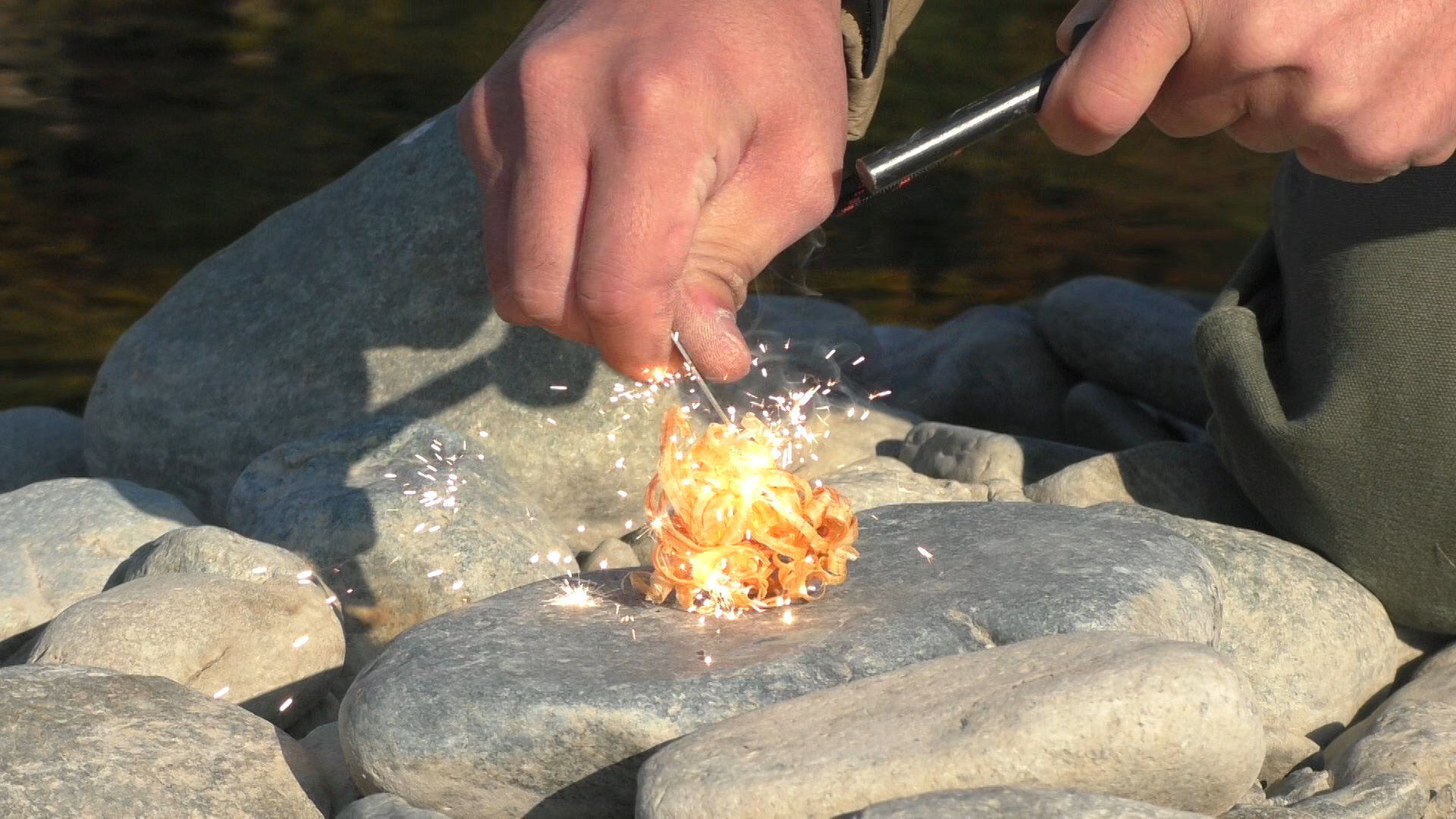
Production de feu par percussion à l'aide d'une barre de ferrocérium.

C'est la technique la plus utilisée. Il s'agit de produire une étincelle chaude en percutant tangentiellement un outil en acier non inoxydable (briquet à silex, dos d'une lame de couteau en acier au carbone), une pierre contenant du fer, comme la marcassite ou la pyrite, ou une barre de ferrocérium, à l'aide d'une pierre dure comme du silex, du quartz, du granite, un autre nodule de sulfure de fer ou un autre outil métallique. Les particules ainsi arrachées au sulfure de fer s'oxydent immédiatement dans l'air (réaction d'oxydation exothermique) générant des étincelles particulaires, incandescentes, dont la durée de combustion est suffisamment longue pour qu'on puisse les récupérer sur une matière combustible fine. Les étincelles obtenues de cette manière doivent être immédiatement réceptionnées sur un combustible comme des feuilles sèches et fines préalablement carbonisées, des champignons inflammables comme l'amadou, certaines moelles de végétaux, etc. Ce combustible primaire, qui transforme l'étincelle reçue en braise, est nommé initiateur. L'initiateur doit ensuite être placé dans une matière végétale fine (foin, aiguilles de conifères…) pour générer une flamme après ventilation. Du petit-bois, puis du gros bois sont rajoutés par la suite afin de faire grossir le feu de manière progressive. Si cette technique est simple à mettre en pratique, son principal inconvénient est qu'elle suppose la disponibilité de roches contenant du disulfure de fer (FeS2) qui sont souvent difficiles à trouver voire absentes de certaines régions. Ces roches sont donc généralement remplacées par des barres de ferrocérium appelées couramment pierres à feu ou firesteel ou simplement par des morceaux d'acier non inoxydable tel le dos d'une lame de couteau en acier au carbone.

#### La production du feu par friction

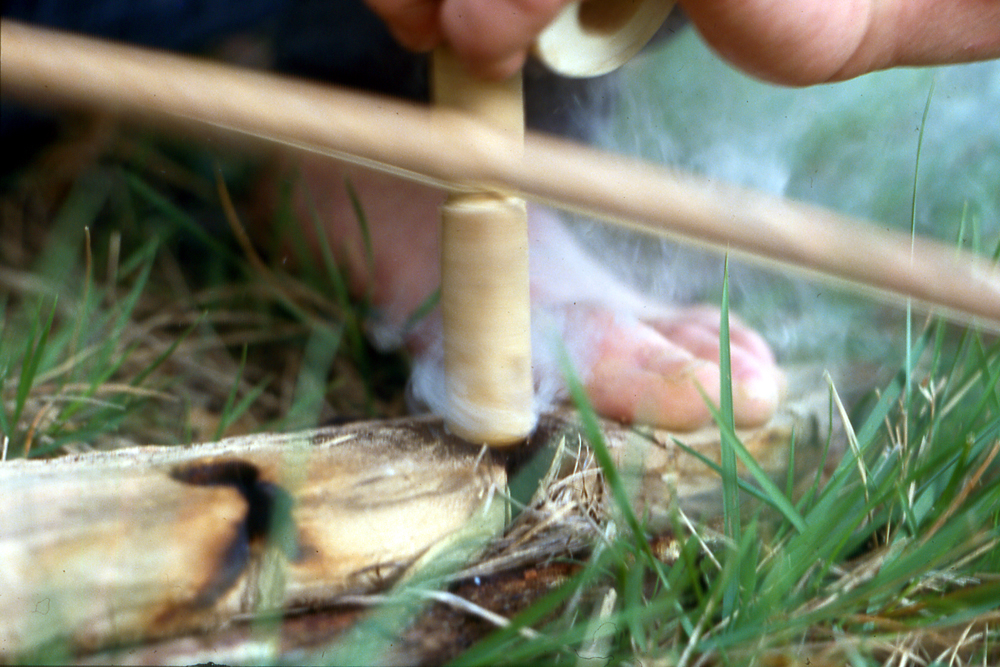
Production de feu par friction avec un archet, un foret et une planchette de lierre.

La production de feu par friction consiste à utiliser l'échauffement produit par le frottement de deux éléments en bois soit directement en le faisant tourner dans les paumes de ses mains soit en utilisant un archet. Dans un second temps, la sciure produite par le frottement va s'accumuler près du point de friction. Elle est, à ce stade, carbonisée mais non encore embrasée. Dans un deuxième temps, l'augmentation de température au sein de la sciure permet la naissance d'une petite braise de sciure (embrasement par source de chaleur proche). Cette petite braise de sciure de bois pourra enflammer un combustible fin, comme de la paille, de l'herbe séchée, des feuilles, des aiguilles de conifères sèches ou de l'amadou, à la condition d'un apport suffisant d'oxygène par ventilation buccale ou manuelle. Une fois le combustible primaire embrasé, il est possible d'utiliser du petit-bois pour obtenir une flamme importante. Le gros bois sera rajouté après, l'essentiel étant de faire croître le feu progressivement, sans l'épuiser tout de suite sur une bûche qui prendra feu difficilement. Si elle nécessite plus d'apprentissage et d'entraînement que la production du feu par percussion, le principal avantage de cette technique est qu'elle peut être mise en pratique dans tous les milieux arborés sans avoir besoin d'emporter des roches spécifiques ni d'outils particuliers.

### Trouver et rendre l'eau potable
Il s'agit de filtrer l'eau puis de la désinfecter en la portant à son point ébullition, soit à 100 °C au niveau de la mer, température qui diminue de 1 °C à chaque fois que l'altitude s'élève de 300 mètres. Cette méthode, qui impose de savoir faire du feu, est la méthode de production d'eau potable la plus ancienne et la plus efficace car elle permet d'éliminer la quasi-totalité des microbes pouvant nuire à la santé humaine. Cette technique n'est toutefois recommandée que pour obtenir de l'eau potable en milieu sauvage, dans les zones rurales exemptes de traitements phytosanitaires ainsi que dans les zones dans lesquelles aucun polluant industriel n'est présent car elle ne permet pas de retirer les toxines chimiques. En cas de doute portant sur une pollution d'origine chimique, il conviendra de s'abstenir de consommer l'eau concernée.

### Recherche de nourriture d'origine animale

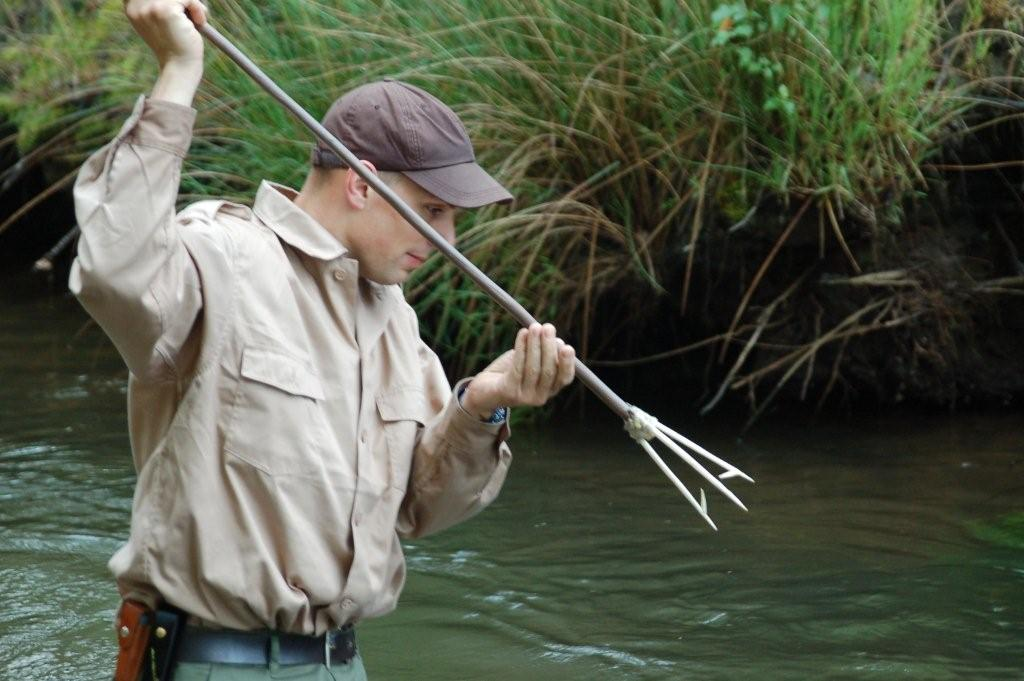
Pratiquant de bushcraft pêchant à l'aide d'un harpon artisanal.

Selon la législation, les préférences, les interdits culturels et les tabous alimentaires, il est possible de prélever de la nourriture d'origine animale dans le milieu naturel. Cela implique l'acquisition de compétences permettant de pratiquer la pêche, le pistage, le piégeage, la chasse et d'identifier les insectes comestibles.

### Préparation de la nourriture
Des casseroles ou des ustensiles de cuisine peuvent être utilisés pour la préparation de la nourriture.

### Fabrication d'ustensiles et outils
Le bushcraft inclut la fabrication d'outils de coupe, de contenants, cuillères, ficelles et cordages naturels, arcs, harpons, hameçons, colles etc.

### Maniement d’outils de coupe

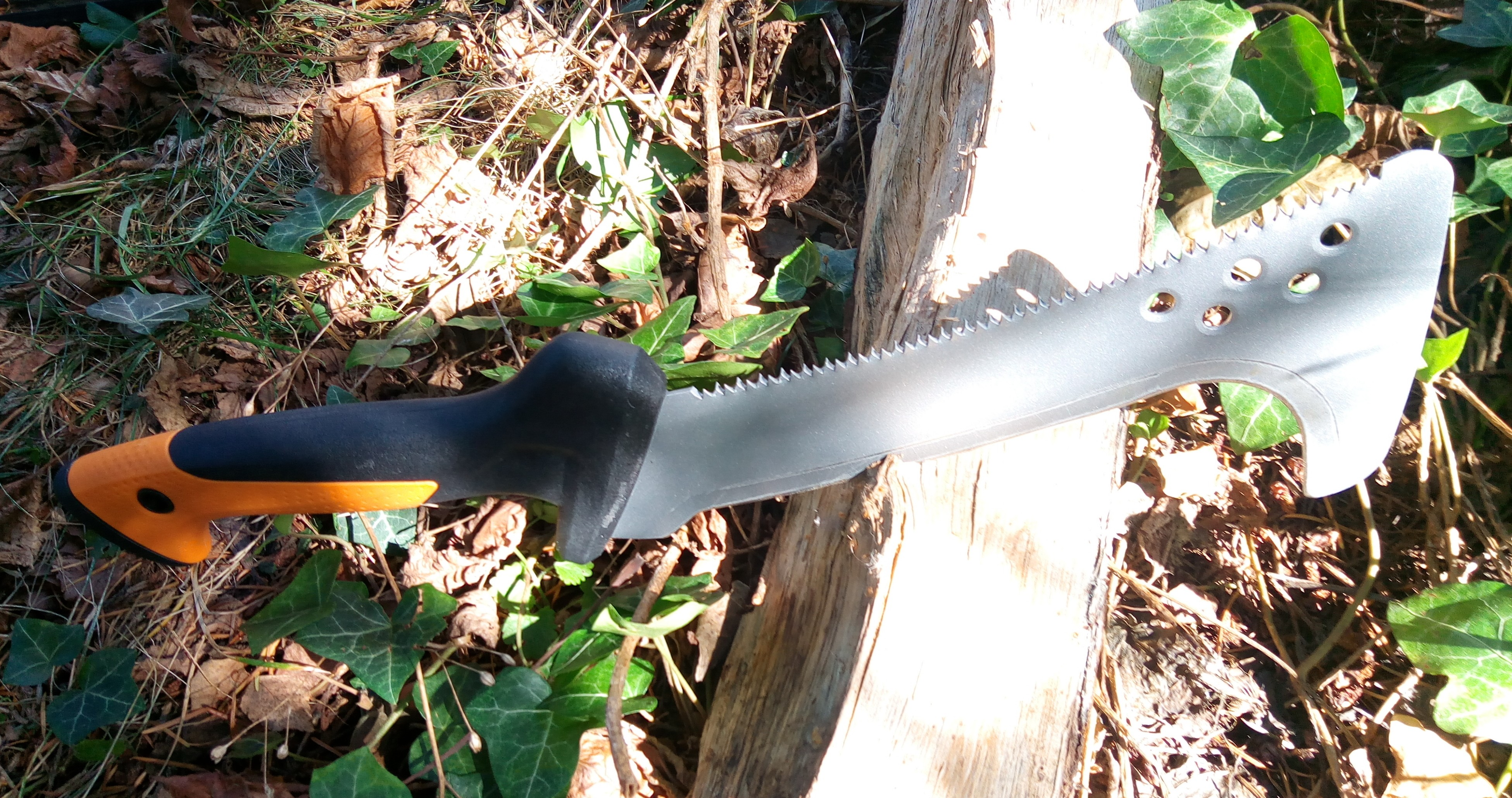
Le bushcraft peut faire appel à des outils forestiers. Ici une serpe à double tranchant dont celui au dos est en forme de scie, utilisée en zone tempérée.

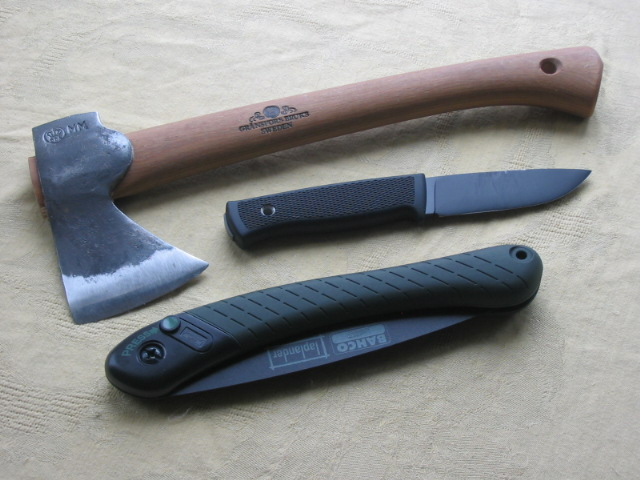
Une hachette, un couteau et une scie pliante pouvant être emportés et utilisés lors d'activités de bushcraft en zones boréale ou tempérée.

Dans la compréhension du terme la plus rigoureuse, les techniques se passent complètement des outils modernes pour ne se fonder que sur ce que propose l'environnement. Il s'agira dans ce cas de fabriquer l'ensemble des outils de coupe dans la nature, principalement en utilisant la pierre taillée, le bois durci au feu et le bois des cervidés. Mais de nos jours, la majorité des bushcrafteurs — excepté une infime minorité de puristes ou lors de démonstrations — emportent, utilisent et apprennent à manier différents outils de coupe modernes tels des couteaux, hachettes, serpes, machettes voire des scies,. 
Si le couteau est presque universellement utilisé, il est couramment complété, en milieu boisé, par des outils de coupe plus adaptés à cet environnement. Les principaux outils de coupe du bois employés sont généralement les mêmes que ceux traditionnellement utilisés par les habitants du biome d'évolution soit : 
- la hachette[13] ou la serpe[14] dans les forêts méditerranéennes, tempérées et boréales,
- les différents types de machettes[15] dans les forêts tropicales et les mangroves.

La scie peut être utilisée dans l'ensemble des biomes boisés. On trouve également couramment l'emploi de couteaux croches, planes et tarières.
En milieu non boisé, soit dans les toundras, prairies, steppes et savanes, ces outils de coupe plus lourds ne sont d'aucune utilité et le couteau est habituellement l'unique outil de coupe emporté. Il en est de même dans les déserts, ainsi que sur les banquises et glaciers, généralement moins prisés pour le bushcraft.